# رویال بام
رویال بام (هلندی: Koninklijke BAM Groep nv) شرکت ساخت‌وساز هلندی است، که در سال ۱۸۶۹ تأسیس شد.